# 圣母升天主教座堂 (旧金山)
圣母升天主教座堂（英語：Cathedral of Saint Mary of the Assumption）是天主教旧金山总教区的主教座堂，位于旧金山的座堂山（Cathedral Hill）街区。目前的主教座堂建于1967-1971年，现代主义式样，取代了建于1891年的老堂。而最早的圣母无玷始胎主教座堂建于1853-1854年，仍然存在。
教堂由John Michael Lee、Paul A. Ryan、Angus McSweeney等本土建筑师设计,以及国际著名建筑师Pier Luigi Nervi和Pietro Belluschi协力。

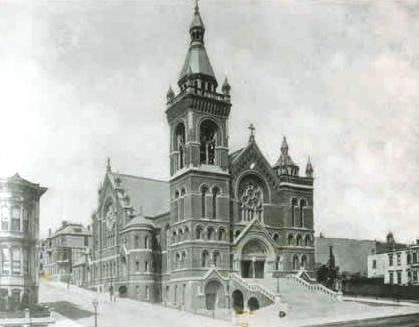
建于1891年的老堂

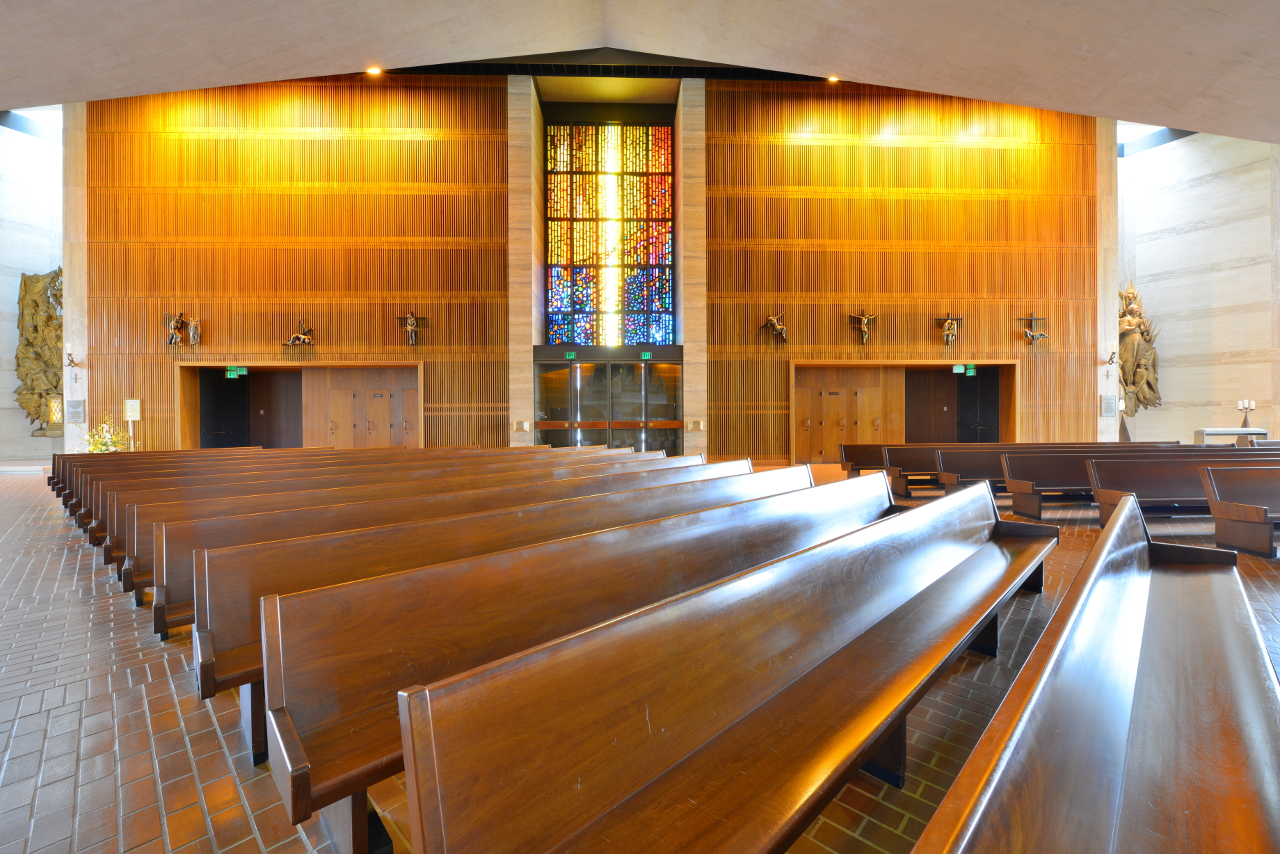
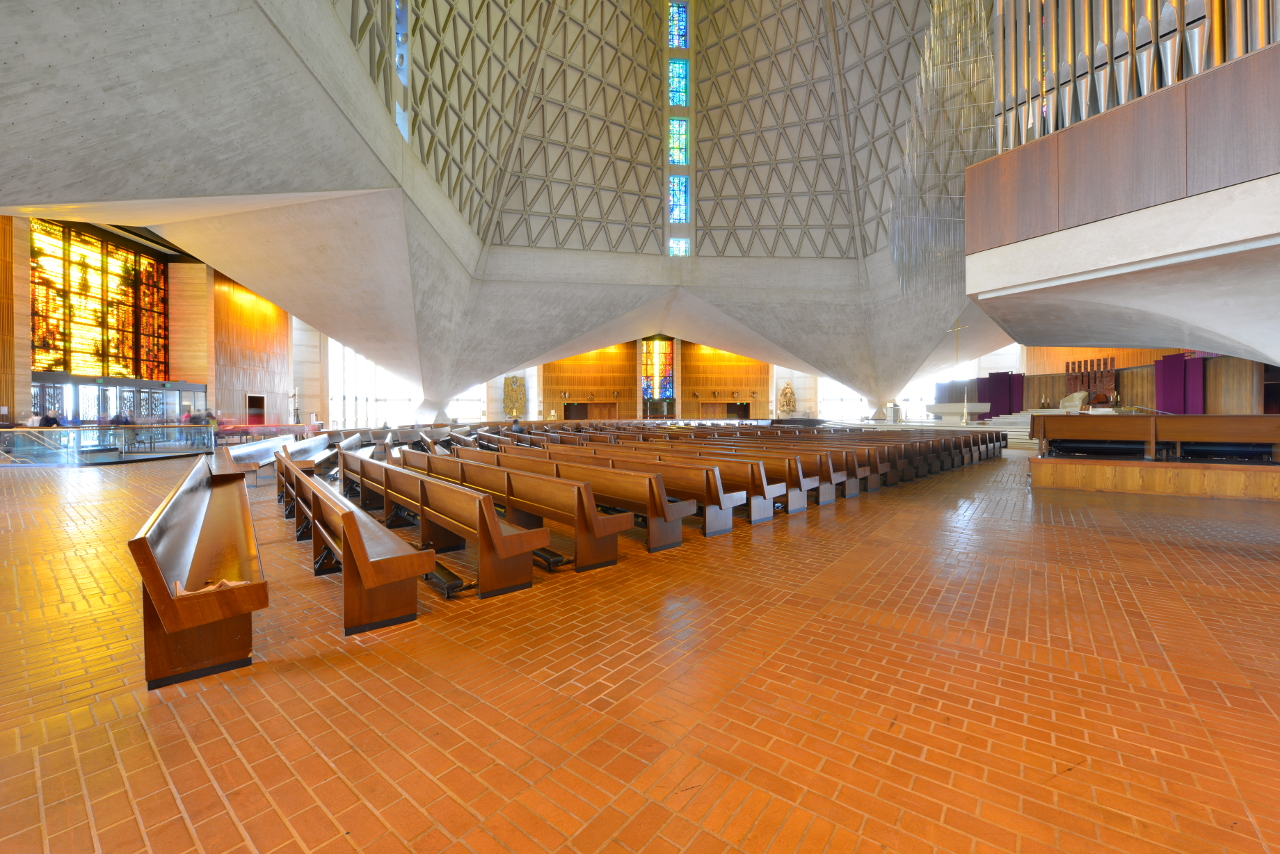
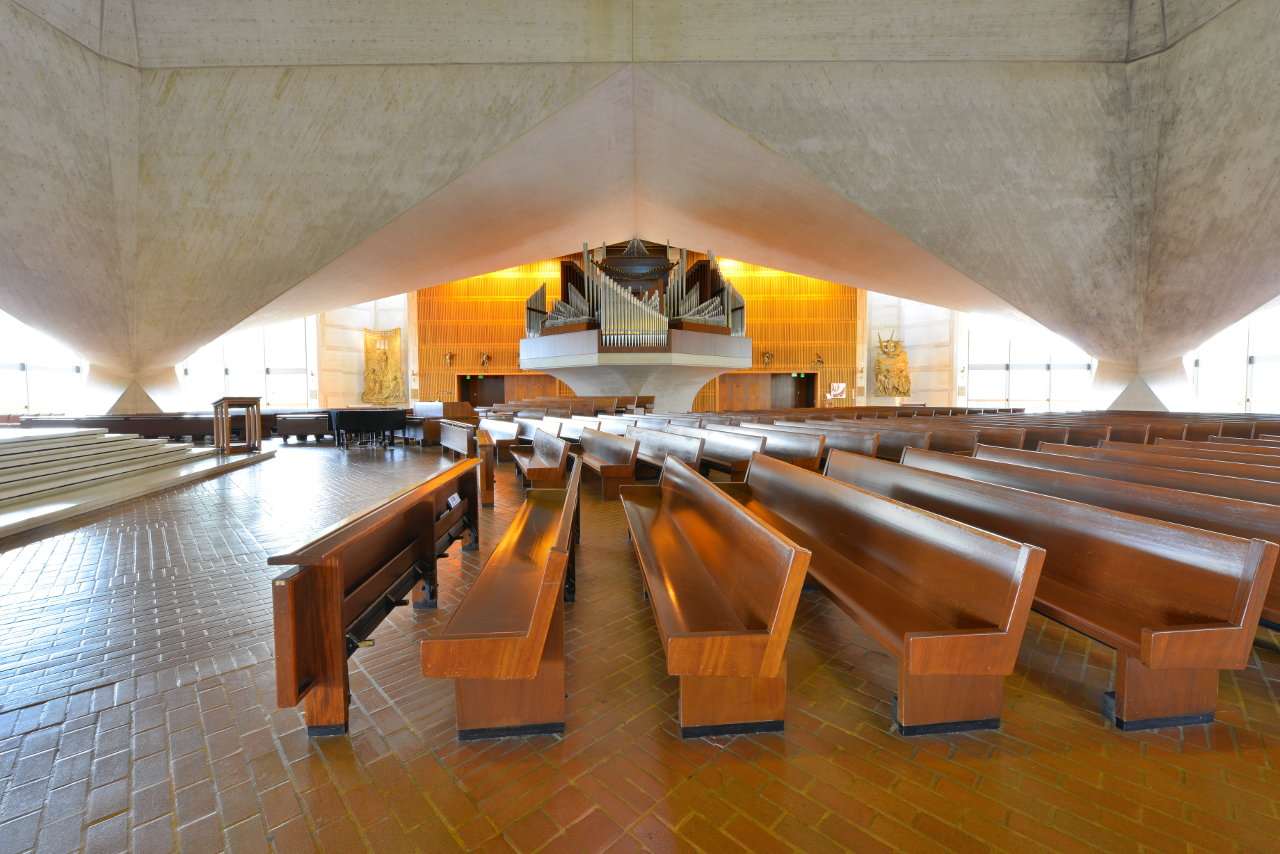